# Republikánus Párt (Amerikai Egyesült Államok)
A Republikánus Párt (gyakran GOP, azaz „Grand Old Party” – régi nagy párt – néven is említik) az Amerikai Egyesült Államok két vezető politikai pártjának egyike (a másik a Demokrata Párt).
A párt 1854-ben alakult három korábbi párt (a Whig Párt, az Északi Demokraták és a Szabad Föld Párt) koalíciójából, akik ellenezték a Kansas–Nebraska-törvényt, hogy a rabszolgaság tovább terjedjen, de nem követelték annak teljes eltörlést, hanem modernizálni akarták az Uniót. Hamarosan az Egyesült Államok egyik legnagyobb politikai pártjává vált, a Demokrata Párttal rivalizálva. A párt bázisa eleinte az északkeleti és a középnyugati országrész volt, de az utóbbi időben nyugatra és délre is kiterjedt.
A párt alapítása óta megválasztott 33 amerikai elnökből 19 volt republikánus.
2025-ben az Egyesült Államok Kongresszusának képviselőházában 435 helyből 220 képviselőjük van (51%), a szenátusban pedig 100-ból 53 szenátoruk. Jelképük az elefánt, színük – nem hivatalosan – a vörös.
A párt eredetileg a klasszikus liberalizmushoz kötődött. A modern korban a két vezető amerikai párt közül a társadalmilag konzervatívabb és a gazdaságilag liberálisabb. 2009 óta a párt a jobboldali populizmus felé tolódott el. A populista frakciója támogatja a gazdasági protekcionizmust, beleértve a vámokat is, míg a külpolitikában az izolacionizmust.
A 21. században a Republikánus Párt a legerősebb támogatást a vidéki szavazóktól, az evangelikál keresztényektől, a férfiaktól, az idősektől és a főiskolai/egyetemi végzettséggel nem rendelkező fehér szavazóktól kapta.

## Történelem
A pártot a Kansas–Nebraska-törvényt ellenzők hozták létre, ami a rabszolgaság növekedését akarta elérni. A párt első hivatalos taggyűlése a Michigan állambeli Jackson városban volt. Itt a tagok egyeztették elképzeléseiket, miszerint ellenzik a rabszolgaság terjedését, és rengeteg tervük van az Egyesült Államok modernizálása érdekében (fejlettebb oktatás, utak építése, ipari fejlesztés és városok alapítása). Így gazdasági felfogásaik nagyrészt egyeztek az őket megelőző Whig Párt elméleteivel. Emiatt a Republikánus Párt főleg az Egyesült Államok északkeleti, és középnyugati részén vált népszerűvé. A párt az 1860-as elnökválasztásra Abraham Lincolnt jelölte, aki miatt később 13 rabszolgatartás-párti állam kivált az Unióból és létrehozta a Konföderációt, ez pedig később polgárháborúhoz vezetett, amit az Unió nyert. Az 1864-es elnökválasztások előtt a republikánusok egyesültek különböző demokratákkal, és elérték, hogy a Nemzeti Egység Párt Abraham Lincolnt jelölje elnöknek.

Abraham Lincoln, az első republikánus elnök

A párt nagy sikerei az 1870-es években belháborúhoz vezettek. Azok, akik nem fogadták el Ulysses S. Grant személyét elnökjelöltnek, Horace Greeley-t támogatták. A Republikánus Párt ezután a nagyvállalatokat támogatta, a pénz erősségét fontosnak tartotta, nagy adókat vezetett be, és hatalmas nyugdíjakat szánt a háborús veteránoknak, illetve Hawaii elfoglalását kezdeményezte. A protestáns vallásúakat jobban képviselték, mert ők elfogadták az alkoholtilalmat. Ahogy idővel az Egyesült Államok északi része robbanásszerűen kezdett fejlődni, a nehéz- és könnyűipar kezdett növekedni, bányák nyíltak, utak épültek, városok fejlődtek, a republikánusok hiteleket adtak az északiaknak, hogy irányítani tudják a régiót. Azonban az 1890-es évek során olyan adótörvényeket szavaztak meg, amelyek túlságosan sújtották a déli mezőgazdaságból élőket, ezért a Demokrata Párt népszerűbbé vált náluk.
Grover Cleveland 8 évig tartó elnöksége után, 1896-ban újra a Republikánus Párt kezébe került a hatalom. Ekkor csökkentették az adókat, és kevésbé sújtották a déli lakosokat. 

### 20. század
1912-ben újabb szakadás következett a pártban, amikor Theodore Roosevelt nem lett elnökjelölt, az őt támogató körök kiléptek a pártból, és a Haladás Pártba tömörültek, és őt jelölték elnöknek.
A republikánusok azonban megőrizték hatalmukat egészen az 1920-as évek végéig, a nagyvállalatok érdekeit képviselve, és folyamatosan ellenezték a Népszövetség működését. Azonban a nagy válság idején a republikánusok elvesztették népszerűségüket, majdnem három évtizedig a Demokrata Párt volt hatalmon.
Ebben az időben a fekete szavazók is kezdtek inkább a demokratákra szavazni. Az 1934-es időközi választásokon a szenátusban csak 25 republikánus szenátor maradt, míg demokrata színekben 71 került be. A képviselőházban is hasonlóan osztódtak el a mandátumok. Az úgynevezett New Deal intézkedés, amit a demokraták vezettek be a gazdaság helyreállítása érdekében, keményen kritizálva volt a republikánusok által, szerintük közel állt a szocialista államok gazdasági terveihez. 
A második világháború után azonban újra a Republikánus Párt vált népszerűvé, és az 1960-as évek során rengeteg konzervatív gondolkodású volt Demokrata Párt-tag csatlakozott a republikánusokhoz.
A 20. század második felében hat republikánus elnök is volt, ezek Dwight D. Eisenhower, Richard Nixon, Gerald Ford, Ronald Reagan, George H. W. Bush és fia, George W. Bush. 1994-ben a képviselőházban és a kongresszusban is többséget szereztek.

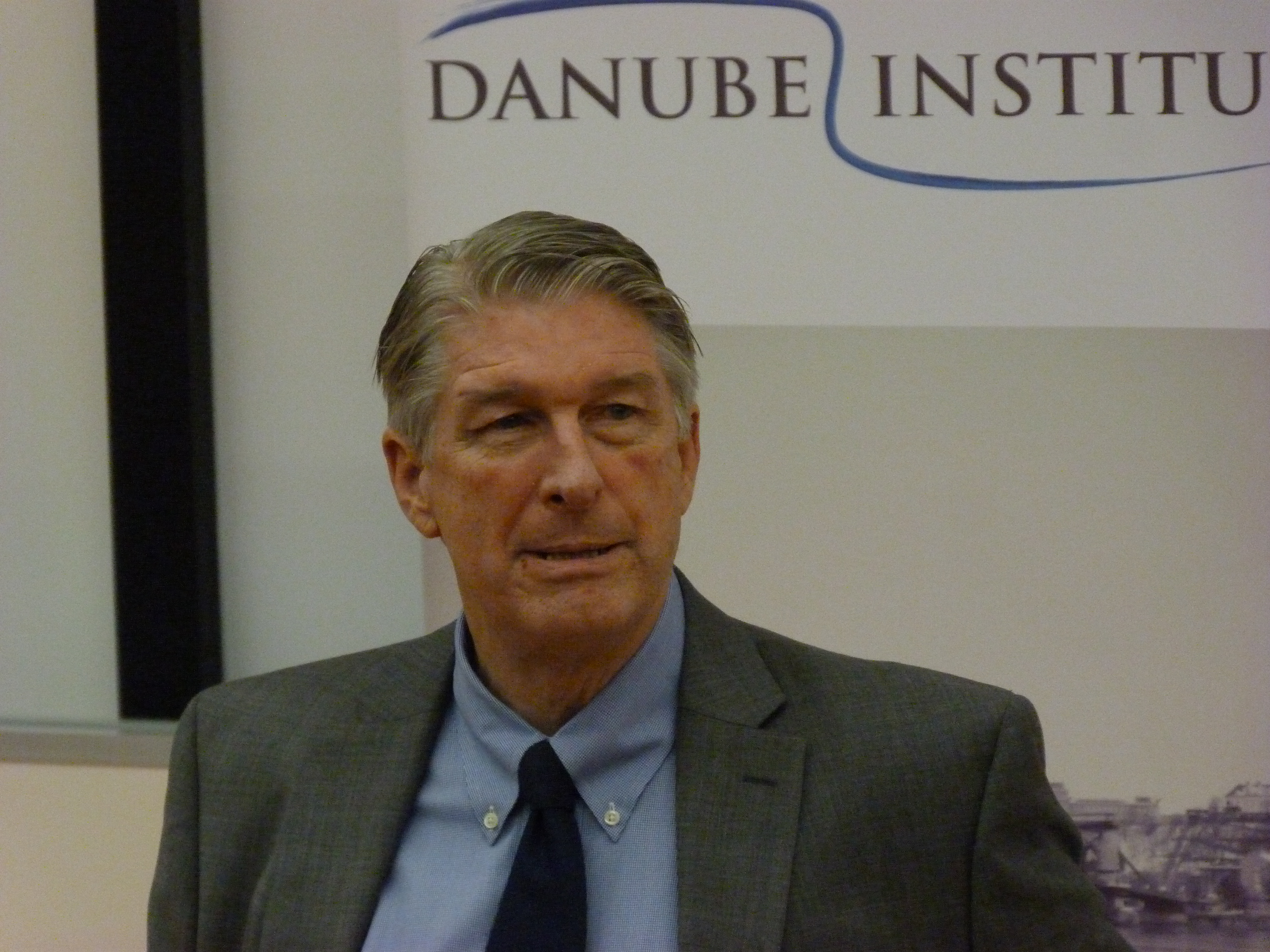
Clark S. Judge, Ronald Reagan és George Bush beszédírója

### 21. század
Ez a népszerűségük 2006-ig tartott, amikor újra a Demokrata Párt jelöltjei kerültek többségbe a kongresszusban. A 21. század kezdetén a Republikánus Párt egy szociális-konzervatív erő, akik kemény külpolitikát folytatnak, mindenképp szeretnék megnyerni a terrorizmus ellen indított háborút.
A 2008-as amerikai elnökválasztáson a republikánusok az arizonai John McCaint jelöltették, míg a Demokrata Párt Barack Obama személyét jelölte, és az utóbbi nyert, ezáltal ő lett az Amerikai Egyesült Államok első színes bőrű elnöke.
A 2012-es elnökválasztáson Mitt Romney-t indították Barack Obama ellen. A demokratát újraválasztották és a novemberi szenátusi választáson hét széket vesztettek a Republikánusok.
2014-ben a Republikánusok többséget szereztek a Szenátusban. 247 székkel a Képviselőházban és 54 székkel a Szenátusban, 1929 óta legnagyobb többségüket érték el a Kongresszusban.

#### Trump-korszak
Trump első elnöksége

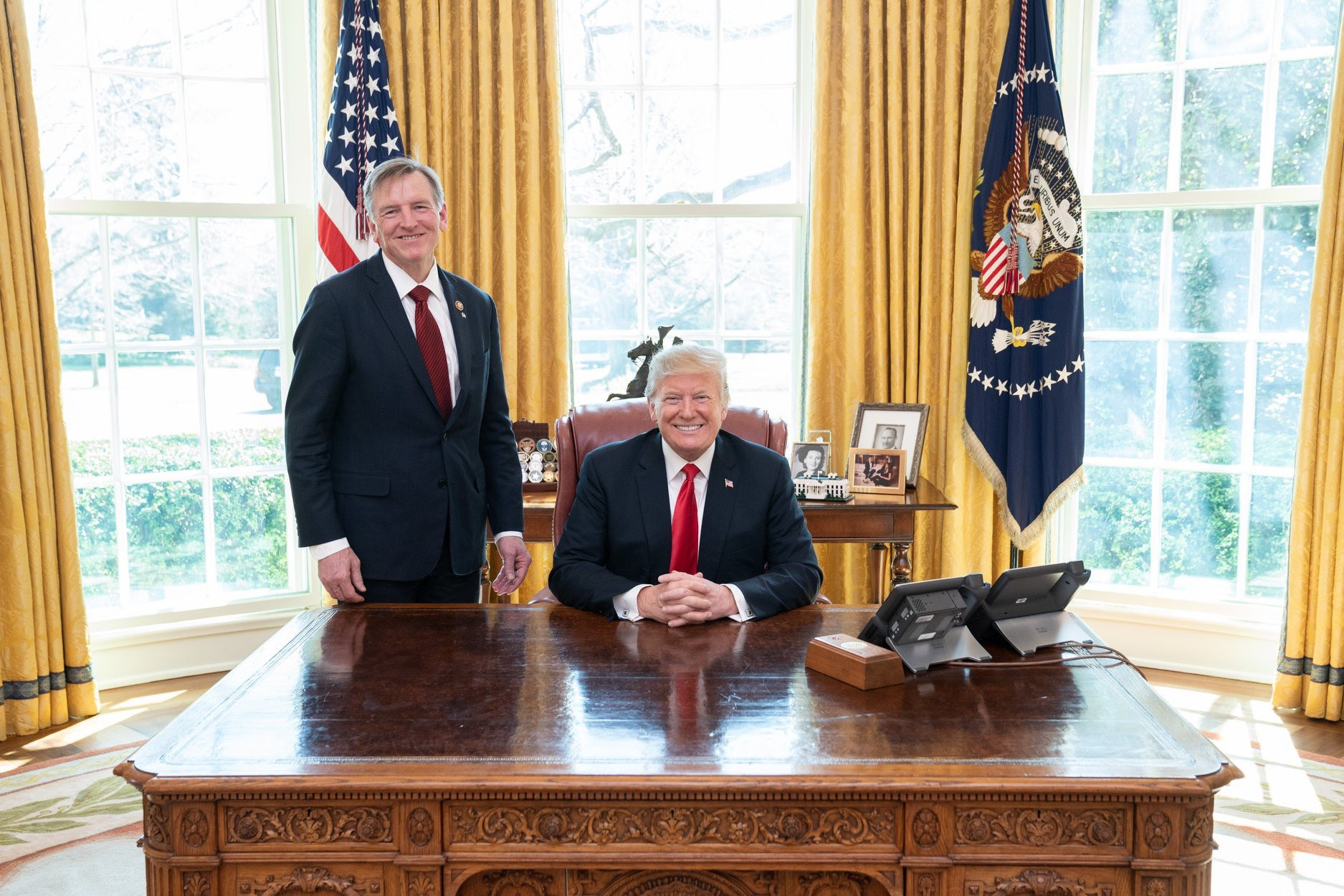
Donald Trump az Ovális Irodában

Donald Trump 2016-os megválasztása populista ideológia felé vezette a pártot. A végeredmény váratlan volt, a legtöbb közvéleménykutatás Hillary Clinton-győzelmet várt. Több történelmileg Demokrata államban is győzelmet tudott aratni, mint Michigan, Pennsylvania és Wisconsin. A 2016-os választások után a Republikánusok fent tudták tartani a többségüket a Szenátusban, a Képviselőházban és kormányzói pozíciókban is. Teljes irányításuk volt 25 állam felett, 1952 óta a legtöbben. A 2018-as választások után elvesztették a Képviselőházat. Trump elnöksége alatt három legfelsőbb bírót nevezett ki: Neil Gorsuch-t, Brett Kavanaugh-t és Amy Coney Barrett-et. 2019 decemberében közjogilag felelősségre vonta a Képviselőház, de a Szenátus felmentette 2019 februárjában.
A 2020-as amerikai elnökválasztást Trump elvesztette a demokrata Joe Bidennel szemben. Ennek ellenére a párt szerzett székeket a Képviselőházban, de elvesztette az irányítást a Szenátus felett. 
A Capitolium ostromát követően ismét felelősségre vonta az elnököt a Képviselőház, amellyel az első elnök lett, akivel ezt kétszer is megtették.
Trump második elnöksége
A 2024-es amerikai elnökválasztást Donald Trump ismét megnyerte, amivel ő lett az ország 45. és egyben 47. elnöke is. Ezzel a győzelemmel ő a második amerikai elnök, aki nem egyben tölti be a két mandátumát elnökként Grover Cleveland után, aki a 22. és 24. elnök. Továbbá a kongresszusi szavazásokon a párt mind a Szenátus (53%), mind a Képviselőház (50%) felett átvette az irányítást, így biztosítva neki az akadálymentes kormányzást. Trumpnak egyértelműen szélsőjobboldali nézetei és megnyilvánulásai vannak, ahogy egyik fő támogatójának és miniszterének, Elon Musknak is.

## A párt ideológiája
A republikánusok társadalmi kérdésekben konzervatívabbak, gazdasági téren liberálisabbak, mint a Demokrata Párt. Hisznek az egyén felelősségében, a kisebb kormányzatban és a magánvállalkozásokban. Szoros szálak fűzik őket mind a nagyvállalatokhoz („Wall Street”), mind a helyi, kis cégek tulajdonosaihoz („Main Street”). Az 1981-es elnöki beiktatási beszédében Ronald Reagan így foglalta össze nézeteit a kisebb kormányzatról: „A jelenlegi válságban nem a kormány a megoldás a problémákra; maga a kormány a probléma.” 
A republikánus jelöltek nagy része ellenzi az abortuszt, az azonos neműek házasságát és a kisebbségi kvótákat. Ugyanakkor a Roe kontra Wade törvény etlörlése után a párt az államokra bízná a döntés meghozását, hogy legális legyen-e vagy sem állami szinten. Támogatják a szabad iskolaválasztást, gazdasági téren a szabadabb versenyt, a kisebb szabályozást és az adók csökkentését. Ellenzik a kockázatvállaláson alapuló egészségbiztosítási rendszert, helyette az egyéni biztosítási számlát támogatják, kiegészítve rászorulók megsegítésével. Támogatják a fegyvertartást és az illegális bevándorlókkal szembeni keményebb fellépést.
Nemzetközi kérdésekben neokonzervatív politikát folytattak a terror elleni harc és az afganisztáni, illetve iraki katonai műveletek tekintetében. A Közel-Keleten és világszerte a demokráciát próbálták terjeszteni, amely tulajdonságát a 2020-as évekre levetkőzte és áttért az izolacionista politikára. Küzdenek az ENSZ megreformálásáért, a korrupció visszaszorításáért, a kisebbségek elnyomása ellen és a biológiai nemek egyenjogúságáért. A párt nem ért egyet a kiotói jegyzőkönyvben foglaltakkal, mert azokat nem tartják hatásosnak a globális felmelegedés megállításában.

## A párt szavazóbázisa
Gazdaságilag: a republikánusokra hagyományosan a kereskedelemben dolgozó, és abból megélő emberek szavaznak. Ez alatt értjük a nagyvállalatoktól a kis kereskedelmekig az összes egységet.
Nemek terén: 1980 óta a nők többsége inkább a Demokrata Pártra, míg a férfiak a republikánusokra adják inkább voksukat. 2006-ban a nők 43%-a szavazott a republikánusokra, míg a férfiak 47%-a döntött így.
Rasszok szempontjából: Az 1960-as évektől kezdődően, a fekete szavazók inkább a demokratákra szavaznak, annak ellenére, hogy a republikánusok is jelöltettek már több államban fekete bőrszínű kormányzót, de nem sok sikerrel. Azonban az utóbbi két évtizedben (eltekintve a 2008-as választástól) a republikánusok sikeresen kampányoltak az Egyesült Államok területén élő hispániai származású szavazóknak. (2000-ben a hispániaiak 35%, 2004-ben pedig 44%-a szavazott George W. Bush republikánus jelöltre). A párt kemény antikommunista elméletei miatt pedig népszerű a kommunista országokból bevándorlóak körében is (pl. Kuba és Vietnám területéről az Egyesült Államokba települők körében). A 2006-os képviselőválasztásokkor a fehérek 51%-a, az ázsiaiak 37%-a, a hispániaiak 30%-a, és a feketék 10%-a szavazott a republikánus jelöltekre. A 2024-es elnökválasztáson ugyanakkor évtizedek óta nem látott sokszínű republikánus párt győzedelmeskedett, ahol a fehérek 57%-a, a feketék 13%-a, a latinok 46%-a, ami a valaha volt legjobb teljesítmény egy republikánus jelölttől, továbbá az ázsiaiak 40%-a szavazott Donald Trumpra.
Családi szempontból: A republikánusokra szavazó fehérek nagy része családos, és van legalább egy gyereke. A meg nem házasodottak, illetve az elvált nők jellegzetesen Demokrata-szavazók.
Megélhetési szempontból: A szegény réteg hagyományosan a demokratákra szavaz. A republikánusokra hagyományosan a középréteg, és a felső réteg többsége szavaz, a szegény rétegek közt csak kevés republikánus van.
Katonaság: A fegyveres erők többsége Republikánus-szavazó. A katonák 57%-a, míg a tisztek 66%-a a Republikánus Pártra szokott szavazni.
Szexuális téren: Az utolsó három amerikai választásokkor végzett közvélemény kutatások szerint a homoszexuális és leszbikus állampolgárok 25%-a szavaz a republikánusokra, a többség a Demokrata Pártra voksol. Nemrégiben azonban előretörtek a pártban a konzervatív erők, és a Republikánus Párt kezdte támadni az azonos neműek közötti házasság jogát, emiatt jelentősen csökken népszerűségük a homoszexuálisok körében (2024-ben ez az arány 12% volt)
Életkor: A fiatalok körében a Demokrata Párt hagyományosan népszerűbb, a Republikánus Pártra pedig főleg a középkorúak, és az idősek adják voksukat. 2006-ban a pártra a 18–29 év közöttiek 38%-a szavazott. A 2024-es elnökválasztáson viszont a korábbi tendencia felborult, miszerint a fiatalok nagy többsége a Demokrata pártra szavaz, mivel a legutóbbi választáson a a 18-29 év közöttiek 43%-a szavazott a republikánus jelöltre. 
Vallás: A vallás nagyon sokáig fontos szerepet játszott mindkét párt életében. Az 1960-as évekig a déli katolikusok, zsidók és protestánsak a Demokrata Pártra szavaztak, míg a republikánusokra az északon élő evangélikusak adták voksukat. Azonban ez a 21. század elején felében sokat változott: 2004-ben George W. Bushra a minden héten templomba járók 61%-a, a néha templomba járók 47%-a, míg a soha templomba nem járók 36%-a szavazott. A protestánsok 59%-a szavazott Bushra, együtt a katolikusok 52%-ával (annak ellenére, hogy a Demokrata-jelölt is katolikus vallású volt). A zsidó vallásúak 70–80%-a hagyományosan Demokrata Pártra adja szavazatát. 
A mormon vallásúak 90%-a is Republikánus Pártra szokott szavazni. 2024-re az arányok valamelyest megváltoztak, mivel mind a protestánsok, mind a katolikusok többsége Trumpra adta le a voksát.
Hely: Az 1980-as évektől kezdve a republikánusok államai (a piros államok) a déli államok (Texas, Alabama, Mississippi stb.), illetve a nyugati hegységi államok (Arizona, Új-Mexikó, Nevada, Utah stb.) és a Középnyugaton (Illinois, Indiana, Ohio). A párt hagyományosan a vidéki és kisvárosi környékeken népszerű, míg a nagyvárosokban a liberálisabb Demokrata Pártra szokás szavazni, ugyanakkor a 2024-es választásokon a nagyvárosokban is nőtt a republikánus szavazók aránya (38%).
A Republikánus Párt legtöbbet a Nagy-préri területén fekvő államokban kampányol, ugyanis ezen államok lakossága fehér többségű, kevés liberális nagyvárossal (ahol nehezen tudnak népszerűvé válni) (ilyen államok pl. Oklahoma, Kansas, Nebraska, Észak-Dakota, Dél-Dakota, Utah stb).
Konzervatívak és moderáltak: A republikánus szavazóbázis több tucat részre bontható, de a két legnagyobb a konzervatív és a moderált. A konzervatívak hagyományosan az Egyesült Államok déli részén élnek, vallásosak, míg a moderáltak Új-Anglia területén élnek, és liberálisabbak.

## Név és jelképek

A párt hagyományos jelképe az elefánt

A párt nevét a tagok az 1850-es években választották, ezáltal is kifejezve hűségüket Thomas Jefferson iránt. Jelenleg a második legrégibb, jelenleg is működő amerikai párt.
A párt beceneve, a G.O.P. Nagy Öreg Pártot jelent, és ez a név elterjedt rövidítés, sok fele használják. Ezt a rövidítést 1876-ban vezették be, de később a média nem használta, mert könnyen tévedéseket okozott. A G.O.P. betűkombinációt úgy is értelmezték, mint "God's own party", azaz "Isten saját pártja", ez is magába foglalta a republikánusok hűségét az evangéliumi kereszténységhez.
A párt hagyományos jelképe az elefánt, mivel az első republikánus elnök Abraham Lincoln volt, aki úgy verte le a déli-államok lázadását, "taposta el" őket, mint egy elefánt . Azonban a 20. század során a hagyományosan republikánus államokban, mint például Ohio, vagy Indiana, a pártnak elterjedt jelképe volt a sólyom is (ez is szemben állva a Demokrata Párt jelképével, a kakassal).
A 2000-es választások után a piros szín összetartozik a Republikánus Párttal, bár hivatalosan nem fogadták el a párt színét soha.

## Jelenlegi felépítés
Napjainkban a Republikánus Nemzeti Tanács a felelős a Republikánus Párt kampánytevékenységéért, illetve ők hozzák meg a párt fejlesztésével, és választási stratégiáival kapcsolatos döntéseket. Ennek a tanácsnak jelenleg Michael Whatley a vezetője. A tanács elnökét az államelnök választja ki, ha az Republikánus-jelölt volt, vagy az republikánusok állami küldöttgyűlése. A Republikánus Nemzeti Tanácsot az államelnök jelölt és kampánystábja irányítja, hoz létre alapokat, és koordinálja a választási stratégiákat. Helyi szinten is hasonlóan van felépítve a párt: a legtöbb nagyvárosban, megyében és választási körzetben vannak tagszervezetek.

## Republikánus elnökök
| #  | Elnök                            | Portré | Állam         | Elnökség kezdete     | Elnökség vége        | Hivatali idő  |
| -- | -------------------------------- | ------ | ------------- | -------------------- | -------------------- | ------------- |
| 16 | Abraham Lincoln (1809–1865)      |        | Illinois      | 1861. március 4.     | 1865. április 15.    | 4 év, 42 nap  |
| 18 | Ulysses S. Grant (1822–1885)     |        | Illinois      | 1869. március 4.     | 1877. március 4.     | 8 év, 0 nap   |
| 19 | Rutherford B. Hayes (1822–1893)  |        | Ohio          | 1877. március 4.     | 1881. március 4.     | 4 év, 0 nap   |
| 20 | James A. Garfield (1831–1881)    |        | Ohio          | 1881. március 4.     | 1881. szeptember 19. | 199 nap       |
| 21 | Chester A. Arthur (1829–1886)    |        | New York      | 1881. szeptember 19. | 1885. március 4.     | 3 év, 166 nap |
| 23 | Benjamin Harrison (1833–1901)    |        | Indiana       | 1889. március 4.     | 1893. március 4.     | 4 év, 0 nap   |
| 25 | William McKinley (1843–1901)     |        | Ohio          | 1897. március 4.     | 1901. szeptember 14. | 4 év, 194 nap |
| 26 | Theodore Roosevelt (1858–1919)   |        | New York      | 1901. szeptember 14. | 1909. március 4.     | 7 év, 171 nap |
| 27 | William Howard Taft (1857–1930)  |        | Ohio          | 1909. március 4.     | 1913. március 4.     | 4 év, 0 nap   |
| 29 | Warren G. Harding (1865–1923)    |        | Ohio          | 1921. március 4.     | 1923. augusztus 2.   | 2 év, 151 nap |
| 30 | Calvin Coolidge (1872–1933)      |        | Massachusetts | 1923. augusztus 2.   | 1929. március 4.     | 5 év, 214 nap |
| 31 | Herbert Hoover (1874–1964)       |        | Kalifornia    | 1929. március 4.     | 1933. március 4.     | 4 év, 0 nap   |
| 34 | Dwight D. Eisenhower (1890–1969) |        | Kansas        | 1953. január 20.     | 1961. január 20.     | 8 év, 0 nap   |
| 37 | Richard Nixon (1913–1994)        |        | Kalifornia    | 1969. január 20.     | 1974. augusztus 9.   | 5 év, 201 nap |
| 38 | Gerald Ford (1913–2006)          |        | Michigan      | 1974. augusztus 9.   | 1977. január 20.     | 2 év, 164 nap |
| 40 | Ronald Reagan (1911–2004)        |        | Kalifornia    | 1981. január 20.     | 1989. január 20.     | 8 év, 0 nap   |
| 41 | George H. W. Bush (1924–2018)    |        | Texas         | 1989. január 20.     | 1993. január 20.     | 4 év, 0 nap   |
| 43 | George W. Bush (született: 1946) |        | Texas         | 2001. január 20.     | 2009. január 20.     | 8 év, 0 nap   |
| 45 | Donald Trump (született: 1946)   |        | New York      | 2017. január 20.     | 2021. január 20.     | 4 év, 0 nap   |
| 47 | Donald Trump (született: 1946)   |        | Florida       | 2025. január 20.     |                      |               |

## Választási eredmények 1856 óta
| Választás | Jelölt               | Szavazatok | %    | Elektori szavazatok | +/– | Eredmény |
| --------- | -------------------- | ---------- | ---- | ------------------- | --- | -------- |
| 1856      | John C. Frémont      | 1,342,345  | 33.1 | 114 / 296           | 114 | Vesztes  |
| 1860      | Abraham Lincoln      | 1,865,908  | 39.8 | 180 / 303           | 66  | Győztes  |
| 1864      | Abraham Lincoln      | 2,218,388  | 55.0 | 212 / 233           | 32  | Győztes  |
| 1868      | Ulysses S. Grant     | 3,013,421  | 52.7 | 214 / 294           | 2   | Győztes  |
| 1872      | Ulysses S. Grant     | 3,598,235  | 55.6 | 286 / 352           | 72  | Győztes  |
| 1876      | Rutherford B. Hayes  | 4,034,311  | 47.9 | 185 / 369           | 134 | Győztes  |
| 1880      | James A. Garfield    | 4,446,158  | 48.3 | 214 / 369           | 29  | Győztes  |
| 1884      | James G. Blaine      | 4,856,905  | 48.3 | 182 / 401           | 32  | Vesztes  |
| 1888      | Benjamin Harrison    | 5,443,892  | 47.8 | 233 / 401           | 51  | Győztes  |
| 1892      | Benjamin Harrison    | 5,176,108  | 43.0 | 145 / 444           | 88  | Vesztes  |
| 1896      | William McKinley     | 7,111,607  | 51.0 | 271 / 447           | 126 | Győztes  |
| 1900      | William McKinley     | 7,228,864  | 51.6 | 292 / 447           | 21  | Győztes  |
| 1904      | Theodore Roosevelt   | 7,630,457  | 56.4 | 336 / 476           | 44  | Győztes  |
| 1908      | William Howard Taft  | 7,678,395  | 51.6 | 321 / 483           | 15  | Győztes  |
| 1912      | William Howard Taft  | 3,486,242  | 23.2 | 8 / 531             | 313 | Vesztes  |
| 1916      | Charles E. Hughes    | 8,548,728  | 46.1 | 254 / 531           | 246 | Vesztes  |
| 1920      | Warren G. Harding    | 16,144,093 | 60.3 | 404 / 531           | 150 | Győztes  |
| 1924      | Calvin Coolidge      | 15,723,789 | 54.0 | 382 / 531           | 22  | Győztes  |
| 1928      | Herbert Hoover       | 21,427,123 | 58.2 | 444 / 531           | 62  | Győztes  |
| 1932      | Herbert Hoover       | 15,761,254 | 39.7 | 59 / 531            | 385 | Vesztes  |
| 1936      | Alf Landon           | 16,679,543 | 36.5 | 8 / 531             | 51  | Vesztes  |
| 1940      | Wendell Willkie      | 22,347,744 | 44.8 | 82 / 531            | 74  | Vesztes  |
| 1944      | Thomas E. Dewey      | 22,017,929 | 45.9 | 99 / 531            | 17  | Vesztes  |
| 1948      | Thomas E. Dewey      | 21,991,292 | 45.1 | 189 / 531           | 90  | Vesztes  |
| 1952      | Dwight D. Eisenhower | 34,075,529 | 55.2 | 442 / 531           | 253 | Győztes  |
| 1956      | Dwight D. Eisenhower | 35,579,180 | 57.4 | 457 / 531           | 15  | Győztes  |
| 1960      | Richard Nixon        | 34,108,157 | 49.6 | 219 / 537           | 238 | Vesztes  |
| 1964      | Barry Goldwater      | 27,175,754 | 38.5 | 52 / 538            | 167 | Vesztes  |
| 1968      | Richard Nixon        | 31,783,783 | 43.4 | 301 / 538           | 249 | Győztes  |
| 1972      | Richard Nixon        | 47,168,710 | 60.7 | 520 / 538           | 219 | Győztes  |
| 1976      | Gerald Ford          | 38,148,634 | 48.0 | 240 / 538           | 280 | Vesztes  |
| 1980      | Ronald Reagan        | 43,903,230 | 50.7 | 489 / 538           | 249 | Győztes  |
| 1984      | Ronald Reagan        | 54,455,472 | 58.8 | 525 / 538           | 36  | Győztes  |
| 1988      | George H. W. Bush    | 48,886,097 | 53.4 | 426 / 538           | 99  | Győztes  |
| 1992      | George H. W. Bush    | 39,104,550 | 37.4 | 168 / 538           | 258 | Vesztes  |
| 1996      | Bob Dole             | 39,197,469 | 40.7 | 159 / 538           | 9   | Vesztes  |
| 2000      | George W. Bush       | 50,456,002 | 47.9 | 271 / 538           | 112 | Győztes  |
| 2004      | George W. Bush       | 62,040,610 | 50.7 | 286 / 538           | 15  | Győztes  |
| 2008      | John McCain          | 59,948,323 | 45.7 | 173 / 538           | 113 | Vesztes  |
| 2012      | Mitt Romney          | 60,933,500 | 47.2 | 206 / 538           | 33  | Vesztes  |
| 2016      | Donald Trump         | 62,984,825 | 46.1 | 304 / 538           | 98  | Győztes  |
| 2020      | Donald Trump         | 74,216,747 | 46.9 | 232 / 538           | 72  | Vesztes  |
| 2024      | Donald Trump         | 77,297,721 | 49.9 | 312 / 538           | 80  | Győztes  |

## Külföldi párt kapcsolatok
A Republikánus Párt tartja a kapcsolatot a Konzervatívok és Reformisták Szövetsége Európában csoporttal.